# Decir
Der Decir (Spruch) ist, neben dem Canción, eine der grundlegenden literarischen Gattungen der spanischen Literatur des Mittelalters. Er wird vorgelesen oder rezitiert, ist außerdem immer erzählenden Inhalts. Seine Themen sind politisch, religiös, satirisch oder spiegeln die menschliche Liebe wider. 
Zur Versform ist anzumerken, dass der Decir, wie das Canción, in einem achtsilbigen, regelmäßigen und konsonanten Reim (auch Arte Menor genannt) abgefasst sein kann (Decir Menor), oder in der sogenannten Arte Mayor, in Versen von zwölf Silben, die in der Mitte geteilt sind (Decir Mayor). Der Decir Mayor ist mit einem festen Akzentschema versehen, was ihn unflexibel macht und Abweichungen zur Regel werden lässt. Die achtsilbige Variante erfreute sich aufgrund ihrer stilistischen Freiheit einer größeren Beliebtheit, während die Arte Mayor meist nur in intellektuellen Kreisen zur Anwendung kam.
Ein Beispiel für den Decir der Arte Mayor ist das Laberinto de Fortuna von Juan de Mena, für den achtsilbigen Decir die Serranillas des Marqués de Santillana.